# Further Seems Forever

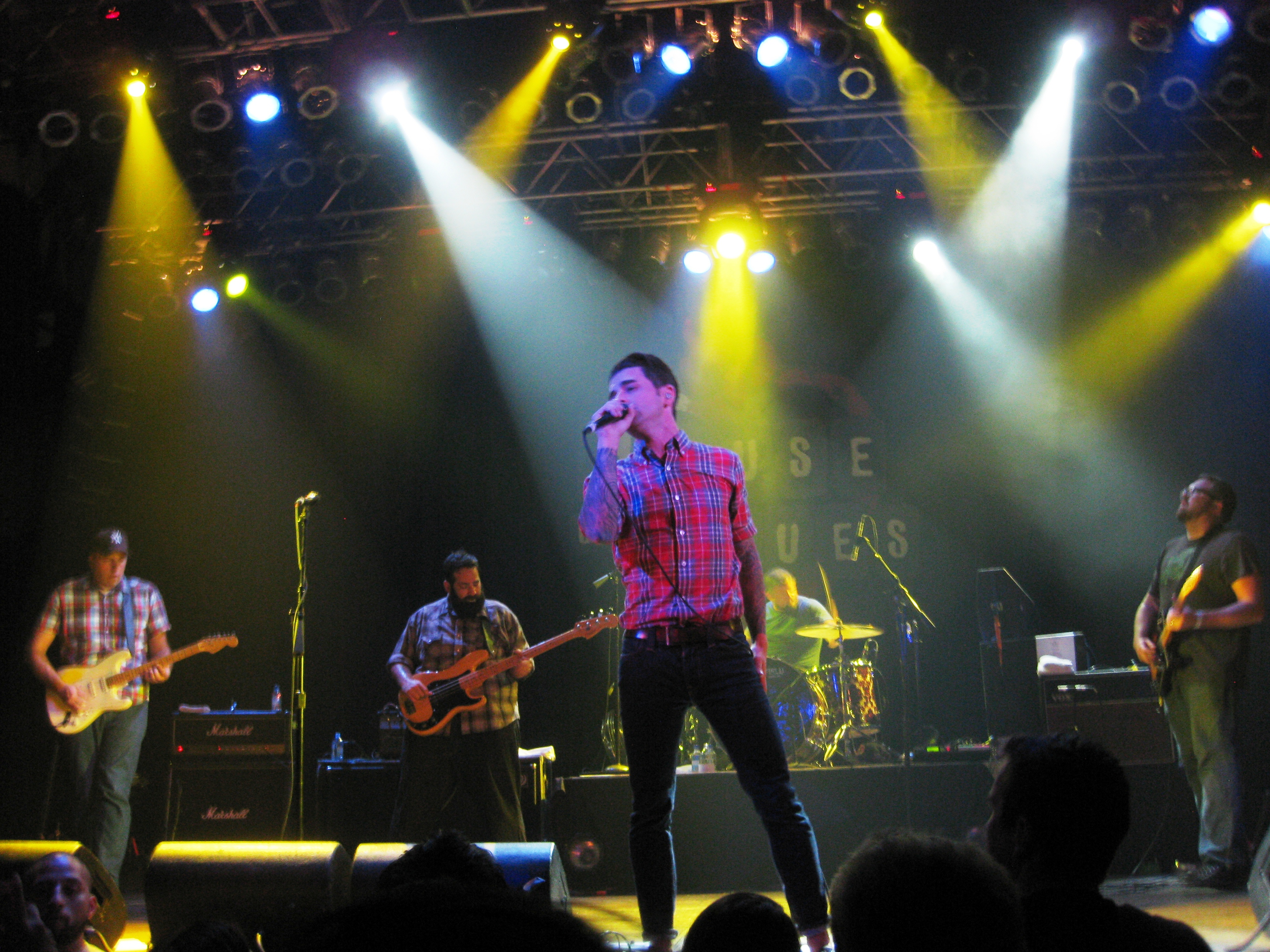
Further Seems Forever in 2012

Further Seems Forever is een rockband uit Florida, opgericht in 1998.
De band begon met voormalige leden van de hardcore band Strongarm, Shai Hulud en Vancant Andy's, maar na enkele jaren stapte zanger Chris Carrabba uit de band om een eigen band, Dashboard Confessional, te vormen. Hij werd vervangen door Jason Gleason (ex-Affinity). Nadat Gleason de cd How to start a Fire had opgenomen met FSF is hij vervolgens weer gestopt met deze band om weer terug te gaan naar zijn voormalige band Affinity. Hij werd vervolgens weer vervangen door (ex-Sense Field) zanger Jon Bunch.
In januari 2006 werd het einde van de band aangekondigd op hun website, maar vanaf 2010 is de band weer bij elkaar.
Further Seems Forever wordt soms een christelijke band genoemd, allicht voornamelijk omdat ze hun platen op het christelijke label Tooth and Nail Records uitbrachten. De band wil zich echter niet op die manier profileren - FSF is een christelijke band, voor zover het feit dat de meeste groepsleden christelijk zijn de band ook meteen christelijk maakt.

## Discografie
- From the 27th State (Split EP met Recess Theory; 1999)
- Moon is Down (2001)
- How To Start A Fire (2003)
- Hide Nothing (2004)
- Hope This Finds You Well (2006)
- The Final Curtain (2007)